# Fabula (nagrada)
Fabula je bila nagrada za književnost, ki jo je od leta 2006 podeljevalo časopisno podjetje Dnevnik in sicer za najboljšo kratko zgodbo, napisano v preteklem letu. 
Ukinilo so jo leta 2012.

## Podelitev 2010
Na razpis za podelitev nagrade časopisnega podjetja Dnevnik je v letu 2010 prispelo 200 del, med njimi je komisija za ožji izbor izbrala 40 del. Po nadaljnjem branju se je izbor zožil na 18 del, sledilo je finalno branje, pri katerem so bila izbrana 4 dela. V končnem izboru je nagrado Fabula prejela 28. maja 2010 v Cankarjevem domu Ljubljana pisateljica Vesna Lemaić za delo Popularne zgodbe.

## Prejemniki
- 2012 - Dušan Čater za delo Džehenem
- 2011 - Lado Kralj za delo Kosec koso brusi
- 2010 - Vesna Lemaić za delo Popularne zgodbe
- 2009 - Peter Rezman za delo Skok iz kože
- 2008 - Maruša Krese za delo Vsi moji božiči
- 2007 - Katarina Marinčič za delo O treh
- 2006 - Nejc Gazvoda za delo Vevericam nič ne uide

## Finalisti

### Finalisti 2010
- Matjaž Brulc z delom Kakor da se ne bi zgodilo nič,
- Tomaž Kosmač z delom Punk is dead, v katerem opisuje ljudi iz psihiatrične bolnišnice Idrija.
- Nataša Sukič z delom Otroci nočnih rož, piše autofikcijske zgodbe.

### Finalisti 2011
- Mihaela Hojnik, Maločudnice
- Mirana Likar Bajželj, Sobotne zgodbe
- Miha Mazzini, Duhovi